# Notensatzprogramm
Ein Notensatzprogramm (auch Notationssoftware oder kurz Notenprogramm) ist eine Musiksoftware zur Eingabe und Aufbereitung von Noten (Notensatz) mit Hilfe eines Computers. Gegenüber einer Sequenzer-Anwendung liegt der Schwerpunkt auf der Komposition und dem Arrangement und nicht auf der akustischen Musikerzeugung. Im Vordergrund steht vor allem das grafische Notenbild; die Funktionalität ist also vorrangig auf das Gestalten und Drucken der Noten hin ausgerichtet.

Mit einem Notensatzprogramm werden Partituren gesetzt. Die einzelnen Zeichen- und Symbolgruppen stehen dabei in enger Beziehung zueinander.

## Allgemein
Neben der Möglichkeit der Eingabe und Formatierung aller üblichen musikalischen Symbole sind bei einem Notensatzprogramm unterschiedliche Editierfunktionen vorhanden. Hierzu zählen das Erfassen von Liedtexten oder das Transponieren von Musik sowie die Nutzung der Zwischenablage. Manche Programme verfügen über Layout-Automatismen, die etwa horizontale Notenabstände nach ästhetischen Gesichtspunkten ausrichten oder Vorzeichen und Artikulationsangaben korrekt positionieren, ohne dass der Benutzer manuell eingreifen muss. Darüber hinaus kann der Notentext meist abgespielt und angehört werden.
Einsetzbare Software-Werkzeuge für den Notensatz wurden erst spät entwickelt – deutlich später als solche für die Textverarbeitung. Zum einen ist die Struktur der Notenschrift komplexer, da die verschiedenen Zeichen oft keine einfache Abfolge bilden, sondern zum Teil gleichzeitig gelesen werden müssen. Zum anderen gibt es nicht immer verbindliche Regeln für die exakte Anordnung der Notenzeichen. Im handwerklichen Notensatz erfolgte die Positionierung der Zeichen vielfach nach mündlich weitergegebenen Erfahrungswerten und ästhetischem Empfinden. Da letzteres subjektiv ist, variieren die Anforderungen an das optische Erscheinungsbild, was sich auch in der großen Zahl vorhandener Computerprogramme widerspiegelt.
Zu unterscheiden sind zwei grundsätzliche Konzepte von Notensatzprogrammen: Solche, die nach dem sogenannten WYSIWYG-Prinzip funktionieren, sodass auf einer grafischen Benutzeroberfläche das Endergebnis der Erstellung zu sehen ist und direkt dort auch bearbeitet werden kann; und solche, die keine grafische Benutzeroberfläche bieten, wobei der Anwender die Noten in Form einer speziellen Auszeichnungssprache (englisch Markup Language) in eine Textdatei eingibt und diese später vom Computer interpretiert und in Notenform übersetzt wird.
Anwendung finden Notensatzprogramme vor allem in Musikverlagen und bei Komponisten oder Arrangeuren, jedoch aufgrund wachsender Benutzerfreundlichkeit auch zunehmend bei Hobbymusikern.

## Geschichte

Die weltweit erste komplett am Computer gesetzte und im Druck erschienene Partitur

Der Notator SL gilt als erster Sequenzer mit Notensatzfunktionen.

Anfang 1960 begann man mit den ersten Versuchen, Notensatz mithilfe des Computers zu verwirklichen. Die frühe Geschichte des Notensatzprogramms ist dabei eng verknüpft mit der Entwicklung der Computer-Hardware. So war in den Anfangsjahren die Nutzung von Computern wenigen Firmen und Forschungseinrichtungen vorbehalten; für Notensatz eingesetzte Geräte wie die PDP-10 füllten ganze Räume. Zu den frühsten Programmen am Markt zählen MusE (A-R Edition) und Amadeus (von Kurt Maas vertrieben). Letzteres basierte auf einer PDP-11 sowie in späteren Jahren zusätzlich einem Atari als Grafikterminal und kostete als Gesamtsystem anfangs annähernd 100.000 DM. Ab Mitte der 1980er waren der Atari ST sowie der Acorn RISC gängige Umgebungen zur Programmierung von Notensoftware.
Zunächst wurden als Ausgabegeräte Stiftplotter eingesetzt. In diese Zeit fallen die 1971 veröffentlichten Sechs Bagatellen für Klavier von Leland Smith, die gemeinhin als erstes als Computersatz erschienenes Musikstück der Welt gelten. Doch erst ab 1984, als die Seitenbeschreibungssprache PostScript entwickelt wurde und Laserdrucker günstiger wurden, setzten sich Notensatzprogramme im Verlagswesen durch. Mit der etwa zeitgleich erfolgten Veröffentlichung des MIDI-Standards (1982) wurde bessere akustische Wiedergabe der Noten möglich, zunächst jedoch für maximal acht Kanäle gleichzeitig. Erster Industriestandard für Notensatz wurde Score; die Entwicklung begann bereits 1967, doch erst nach der offiziellen Veröffentlichung der Software 1989 wurde Score bei deutschen Verlagen nach und nach eingeführt. Die erste für den Notensatz einsetzbare Software mit grafischer Benutzeroberfläche nach dem WYSIWYG-Prinzip stellen die 1988/1989 veröffentlichten Programme Finale und Notator SL dar, letzteres gilt als erster Sequenzer mit Notensatzfunktionen.
Anfangs unterlagen alle Programme funktional engen Grenzen, so war die Vorschau am Bildschirm recht grob gerastert und Elemente wie Bögen mussten teilweise manuell ergänzt werden. Zu Beginn der 1990er Jahre wurden Computer auch für Privatpersonen erschwinglich, was die Konkurrenz belebte und zahlreiche weitere Notensatzprogramme hervorbrachte. Zu ihnen gehören capella (1992) und Sibelius (1993), aber auch viele weitere, denen gemein ist, dass sie zunächst im Herstellungsland Verbreitung fanden; allerdings konnten sich nicht alle Produkte dauerhaft am Markt halten.
Zwar haben Notensatzprogramme aus wirtschaftlichen Gründen den traditionellen Notenstich weitestgehend verdrängt, jedoch galt bis etwa 2010 der handwerklich manuell gestochene Notensatz mithilfe von Metallplatte, Stahlstempeln und Griffel als Qualitätsmaß.
Wie in der IT-Branche insgesamt, deutet sich auch im Notensatz ein Trend hin zu mobilen Noten-Apps und Cloud Computing an, sodass neben gedruckter Ausgabe auch die Noten-Darstellung auf digitalen Endgeräten an Bedeutung gewinnt. Die frühen mobilen Apps im Bereich Notensatz waren vorrangig zum Abspielen und Anzeigen der Noten konzipiert, erst langsam erschienen auch Notensatzprogramme auf mobilen Endgeräten. Ab circa 2015 kommt als Novum an Funktionalität hinzu, dass Apps für Tablets erstmals auch die Eingabe per Stift auf dem Touchpad unterstützen (siehe Absatz Noteneingabe Eingabestift). StaffPad für Windows und NotateMe für iOS waren die ersten namentlich bekannten Produkte auf dem Markt mit dieser Möglichkeit, andere Software-Hersteller ziehen jedoch nach.

## Programme und Anwendungsbereiche
Das Angebot an Programmen für den Notensatz ist umfangreich. Es gibt heute weltweit etwa 90 Programme für den Notensatz. Den kommerziellen Markt dominieren die Programme Finale und Sibelius (Stand 2013); dabei gilt ersteres als flexibler im Notensatz, während letzteres den Ruf hat, intuitiver bedienbar zu sein. Unter den freien Programmen ist MuseScore der umfangreichste Vertreter.
Etwas weniger umfangreiche, aber häufig preisgünstigere Notationssoftware gibt es in großer Zahl. Im deutschsprachigen Raum verfügt capella über einen weiten Benutzerkreis. Einige Programme spezialisieren sich auf engere Zielgruppen wie etwa Arrangeure oder Gitarristen. Viele Sequenzer bzw. Digital Audio Workstations bieten neben ihren Möglichkeiten der Audio- und MIDI-Bearbeitung auch integrierte Notensatzfunktionen. Editiermöglichkeiten und die erreichbare Qualität des Notenbildes bleiben aber hinter spezialisierter Notensatzsoftware zurück. Neu auf den Markt kommende Notensatzprogramme versuchen gezielt, solche Nischen zu bedienen. So konzentriert sich Notion auf die Lücke zwischen Noten- und Audio-Software und setzt auf hohe klangliche Wiedergabetreue mittels großer Samplebibliothek. PriMus legt seinen Schwerpunkt dagegen auf das Layouten von Notenheften und Liedblättern, um die funktionale Lücke zu Textverarbeitungs- und DTP-Software zu überbrücken.
Notationsprogramme, die keine interaktive Eingabe über eine WYSIWYG-Benutzeroberfläche bieten, sondern eine Eingabesprache verwenden, benötigen anfänglich einen höheren Einarbeitungsaufwand, da der Nutzer sich die Software nicht durch schlichtes Ausprobieren von Bedienelementen erschließen kann. Ältere Satzprogramme aus dem Verlagsumfeld wie Amadeus, MusE und Score sind Beispiele solcher Software. Die anspruchsvollste moderne Software, die mit einer Eingabesprache arbeitet, ist LilyPond. In Verbindung mit dem ebenfalls freien Editor Frescobaldi bildet sie eine gängige Arbeitsumgebung für Notendruck.

Die Takte 46-47 des Prelude cis-Moll von Rachmaninow, gesetzt in verschiedenen Notensatzprogrammen
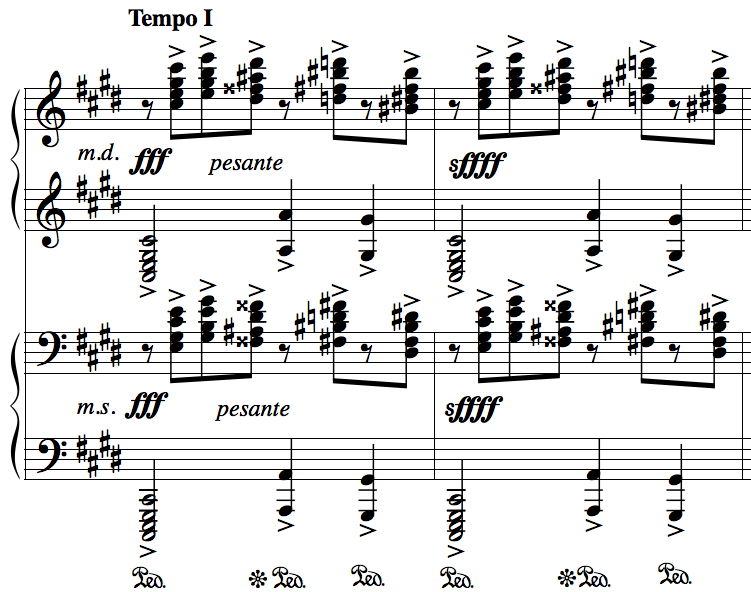
Finale
Sibelius
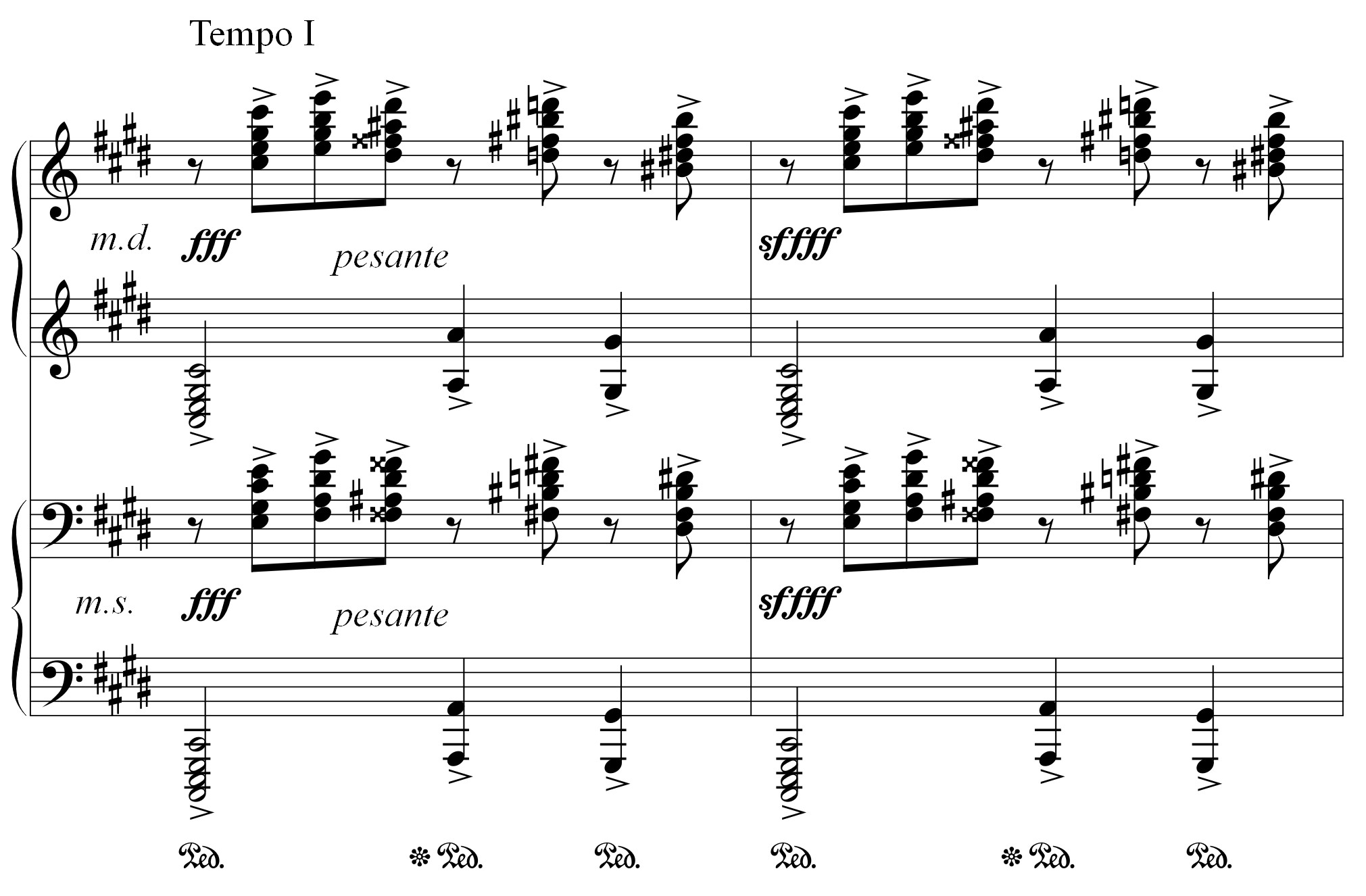
capella
PriMus
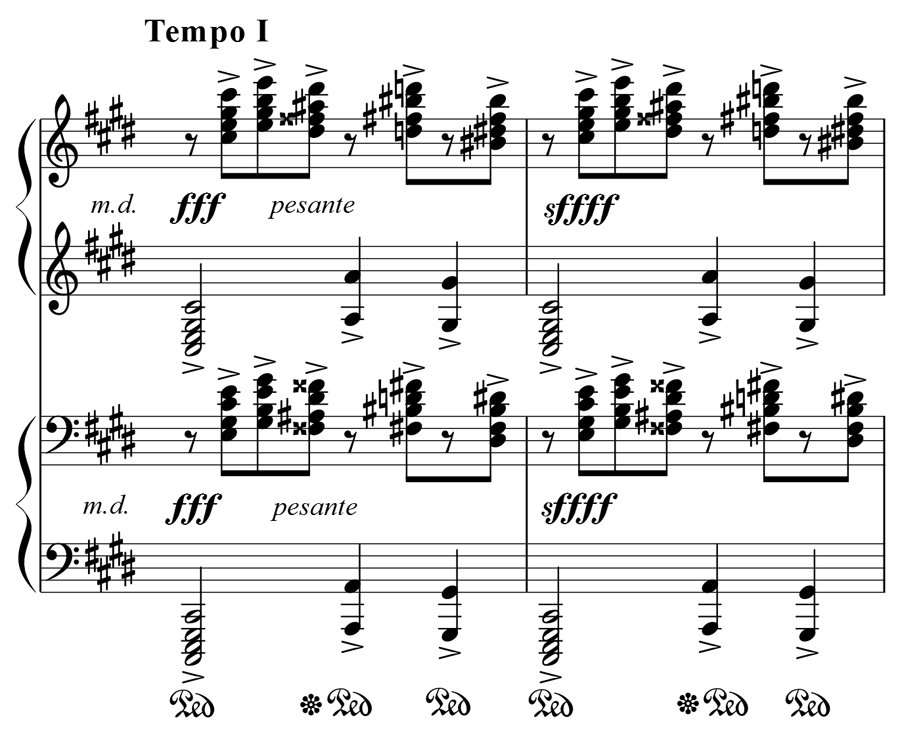
Musescore
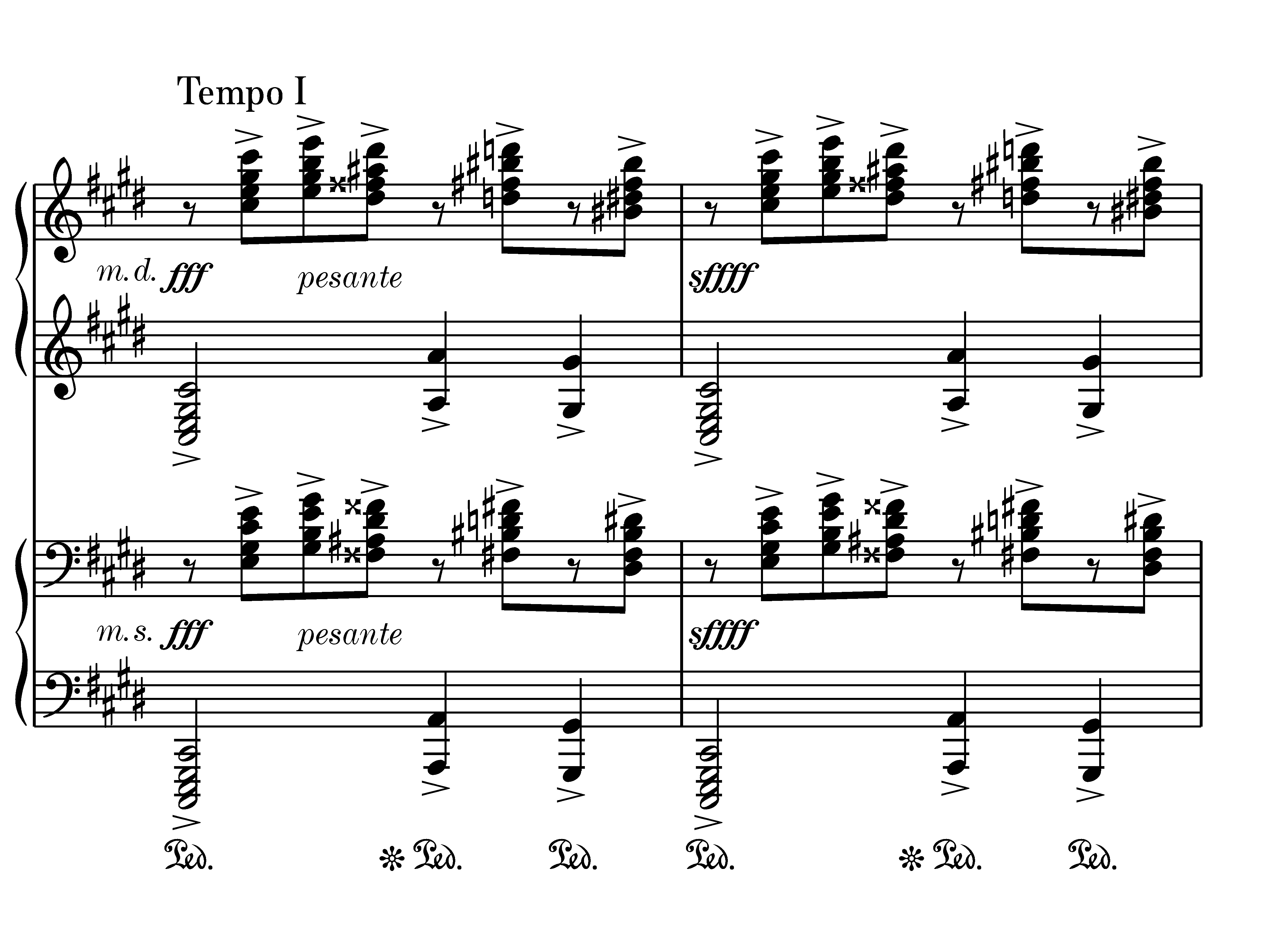
Amadeus
Lilypond
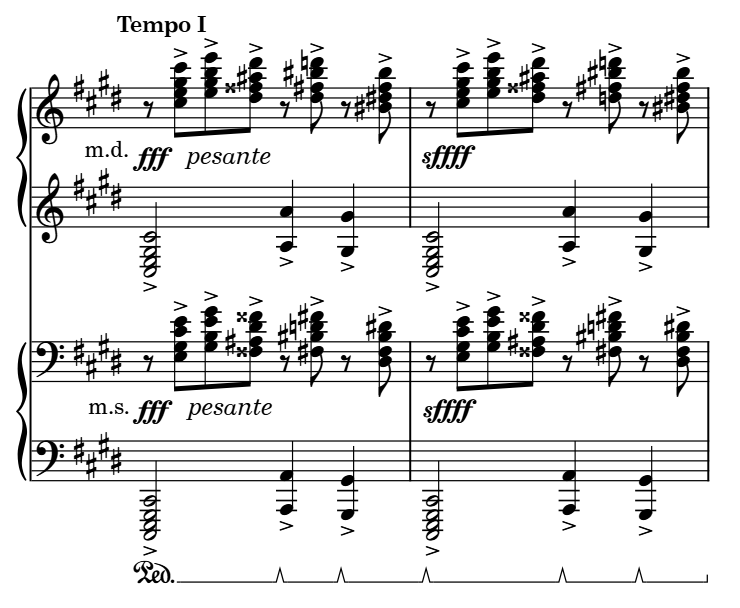
Dorico
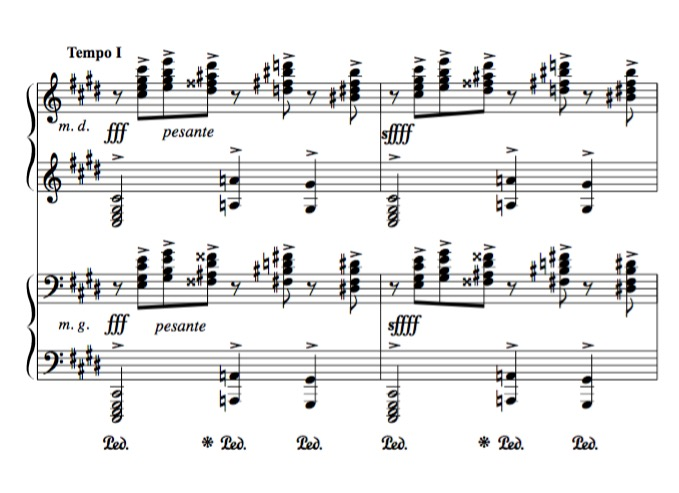
Logic Pro

Ob man eine grafische Oberfläche oder Klarschrift zum Setzen von Noten bevorzugt, hängt stark vom persönlichen Geschmack und dem Anwendungsfall ab. Für beide Arten der Noteneingabe lassen sich Vor- und Nachteile finden. Zentrale Fragestellungen sind hier, ob man bestimmte Formatierungsaufgaben vom Computer abgenommen bekommen möchte bzw. ob man bereit ist, auf einem etwas höheren Abstraktionsniveau zu arbeiten.
Ein Vorteil von Software, die sich vollständig durch Eingabesprachen steuern lässt, ist, dass sie gut in automatisierte Prozesse ohne Nutzerinteraktion eingebunden werden kann. In der Praxis finden Notensatzprogramme, die das Erlernen einer Auszeichnungssprache voraussetzen, vorrangig in technophilen Kreisen sowie bei ambitionierten Notenstechern Einsatz. Der Autor des Programms PMW bemerkt dazu in seiner technischen Autobiografie:

“Somebody once said that people are either doers or describers. The former prefer WYSIWYG interfaces, which you can make do things as you watch, whereas the latter (a smaller fraction of the population, I think) prefer to create files that describe their requirements, that is, they like markup languages.”

„Jemand sagte einmal, dass Menschen entweder Handelnde oder Beschreibende sind. Erstere bevorzugen WYSIWYG-Oberflächen, womit man Dinge tun kann, während man sie betrachtet, wohingegen letztere (der kleinere Anteil der Bevölkerung, denke ich) es bevorzugen, Dateien zu erzeugen, die ihre Anforderungen beschreiben, d. h. sie mögen Auszeichnungssprachen.“

Musiker mit geringer Computererfahrung bevorzugen meist grafische Oberflächen. Für einige Arbeiten der musikalischen Praxis, deren Ziel nicht die verlagsreife Perfektion des Layouts ist, eignen sich oft WYSIWYG-Benutzeroberflächen besser, etwa:
- inhaltliche Arbeit an der Partitur (Entwürfe von Kompositionen oder Arrangements; Transkriptionen von Audioaufnahmen in Notenschrift);
- gestalterische Aufgaben mit dem Ziel bestmöglicher Übersichtlichkeit (Aufgabenblätter für den Musiktheorieunterricht);
- Anfertigung von Aufführungsmaterialien (Stimmen oder Klavierauszüge), die nur bestimmten Aufführungen dienen und die oft unter hohem Zeitdruck hergestellt werden müssen.

## Noteneingabe

Benutzung eines Notensatzprogramms mit grafischer Benutzeroberfläche anhand des Minimalbeispiels b-a-c-h (Noteneingabe, Liedtext, Abspielen)
Hörbeispiel b-a-c-h

Neben dem Dateiimport existieren sechs grundlegende Eingabemodi für Noten und Vortragszeichen. Dazu zählen die Noteneingabe per
- Maus,
- Tastatur,
- MIDI-Instrument,
- Text,
- Notenscan von ausgedruckter Vorlage (Optische Musikerkennung) und
- Eingabestift.

Nicht jedes Programm unterstützt alle Eingabevarianten. Zudem ist deren konkrete Umsetzung uneinheitlich, je nach Programm und Hersteller schwankt die Art der Bedienung. Die verschiedenen Verfahren können teils auch untereinander kombiniert werden, etwa durch gleichzeitige Nutzung von Tastatur und Maus oder Tastatur und MIDI-Instrument.

### Maus
Die Art der Eingabe per Computermaus hängt stark von der Beschaffenheit der jeweiligen grafischen Benutzeroberfläche ab. Für die Auswahl des Notenwerts steht normalerweise eine Eingabepalette bereit, in der alle Werte (, , , ,  etc.) geordnet dargestellt sind. Zur Auswahl der Tonhöhe klickt man mit der Maus an die gewünschte Stelle in den Notenlinien, zum Teil kann hierfür auch die entsprechende Taste einer virtuellen Piano-Klaviatur angeklickt werden.
| Maus-Eingabe | Maus-Eingabe | Ergebnis                                         |
|              |              | Der Ton C5 als Viertelnote (deutsch c’’ bzw. c2) |

### Tastatur
Die Tastatureingabe erfolgt unter Nutzung einer Standardtastatur. Die Herausforderung besteht darin, dass das normale Tastaturlayout für Text und nicht für musikalische Notation entworfen ist. Die Tastenbelegung und Shortcuts sind entsprechend von Programm zu Programm verschieden und müssen erlernt werden, was einen gewissen Zeitaufwand erfordert.
Ein gängiges Verfahren ist es, über die Zahlen-Tasten 0 bis 9 die Notenwerte zu wählen. Je nach Programm müssen diese im Haupt- oder Ziffernblock gedrückt werden. Um also beispielsweise eine Viertelnote () zu erzeugen, drückt man die Taste 4 oder auch 3, je nachdem welcher Logik die Tastaturbelegung des jeweiligen Programms folgt. Mit den Buchstabentasten c, d, e, f, g, a, h bzw. b wird die Tonhöhe bestimmt. Über Zusatzzeichen wie ., ,, +, - oder Leertaste können musikalische Parameter wie Punktierung, Überbindung, Vorzeichen oder Pausen geschrieben werden. 
Es wird an einem neuen, auf die Musik-Eingabe hin zugeschnittenem Tastaturlayout geforscht, bislang konnte sich am Markt jedoch keines durchsetzen.
| Tastatur-Eingabe    | Tastatur-Eingabe | Ergebnis                   |
| am Beispiel capella |                  |                            |
|                     |                  | Der Ton C5 als Viertelnote |

### MIDI

Ein Keyboard, mit dem ebenfalls Dateien für Noten eingegeben werden können

Sofern das entsprechende Programm diese Eingabeart unterstützt, kann prinzipiell jedes Instrument mit MIDI-Schnittstelle als Eingabemedium eines Notensatzprogramms genutzt werden. Meist wird dafür ein Masterkeyboard verwendet. Dabei ist zwischen einstimmiger und mehrstimmiger Eingabe zu unterscheiden. Außerdem kann in aller Regel zwischen den Modi Schritt- und Echtzeit-Eingabe ausgewählt werden. Der Nutzer kann bei der Schritteingabe zu jedem gespielten Ton den Notenwert und den Klang neu wählen. Die Echtzeit-Eingabe ähnelt hingegen einem gewöhnlichen Recording-Prozess. Der Nutzer muss die gesamte einzuspielende Passage möglichst akkurat auf einen vom PC generierten Metronom-Klick spielen, nach Vollendung des Einspielprozesses werden die eingegebenen MIDI-Signale quantisiert. Umgekehrt können MIDI-Dateien auch am Bildschirm als Notensatz angezeigt werden.
| Klaviatur-Eingabe | Ergebnis                   |
| Echtzeit-Eingabe  |                            |
|                   | Der Ton C5 als Viertelnote |

### Text
Eine weitere Alternative ist die Erfassung von Text unter Nutzung einer Musik-Auszeichnungssprache, dem Englischen entlehnt oft auch als Markup-Sprache bezeichnet. Jedes musikalische Symbol entspricht dabei einer bestimmten Zeichenfolge, die im Unterschied zu Sprachen wie MusicXML oder CapellaXML möglichst kurz zu sein hat, sodass sie sich möglichst einfach und schnell auch vom Menschen lesen und schreiben lässt. Mit den Elementen der Sprache kann ein Text-Dokument erstellt werden, das vom Computer in Notenschrift übersetzt wird; der Prozess ähnelt der Übersetzung von Programm-Quellcode mittels Compiler. Wie bei der Programmierung auch, kann – je nach Komplexität des Notentextes – ein Texteditor mit entsprechender Syntaxhervorhebung hilfreich sein.
Programme mit grafischer Benutzeroberfläche können teilweise auch Textdateien mit bestimmten Auszeichnungssprachen importieren. In der Regel liegt der Schwerpunkt eines Programms aber entweder auf einer grafischen Benutzeroberfläche oder der Verwendung einer Auszeichnungssprache. Nur äußerst wenige Programme verfügen über eine eigene Auszeichnungssprache, obwohl sie eine grafische Oberfläche besitzen. PriMus mit seiner Auszeichnungssprache EMIL bildet hier eine Ausnahme.
In folgender Tabelle sind kurze Eingabebeispiele der gängigen Musikauszeichnungssprachen ABC, LilyPond, Score, Amadeus und EMIL dargestellt.
| Text-Eingabe | Ergebnis |
| am Beispiel ABC bzw. ABCPlus |          |
| X:1 M:C L:1/4 %%staves (1 2) K:F [V:1] z G G3/ A/ \| B B c B \| A3 z \| [V:2] D2 D G \| G G (G/A/) G \| ^F3 \| |          |
| am Beispiel LilyPond |          |
| \relative g' { \key d \minor << { % Upper voice r4 g g4. a8 bes4 bes c bes a2. } \\ { % Lower voice d,2 d4 g g4 g g8( a) g4 fis2. } >> \oneVoice r4\| }                                                                      |          |
| am Beispiel Score |          |
| in 1 0 0 1.3 0 200 tr,k1f,com,sd,d,,g,m,g,,,a,g,m,fs,r,m; h,qx4,e,,q,h.,q; ; 6 7; 6 -7; in 1 sp 1 su,r,g4,,a,b,,c5,b4,a,r; q,,q.,e,qx4,h.,q; ; ; ; lj 1                                                                      |          |
| am Beispiel Amadeus |          |
| treble F include defs cc { p4 G G4. A8 / D2 4 G } \| { B4 4 c B / G G ( G8 ) A G4 } \| { A2. / F#2. } p4 \| |          |
| am Beispiel EMIL (PriMus) |          |
| Music %----- Voice iV=0 Voice{} $G Key-1 Time{c} 4Rest{dy=4}g 4.g 8a \| 4h h c h \| 2.a 4p \| %----- Voice iV=1 End % Voice 1:1 AddVoice{} $G Key-1 Time{c} 2\d 4d g \| g g (8g )a 4g \| 2.#f \| End % Voice 1:2 End % Music |          |

### Optische Notenerkennung

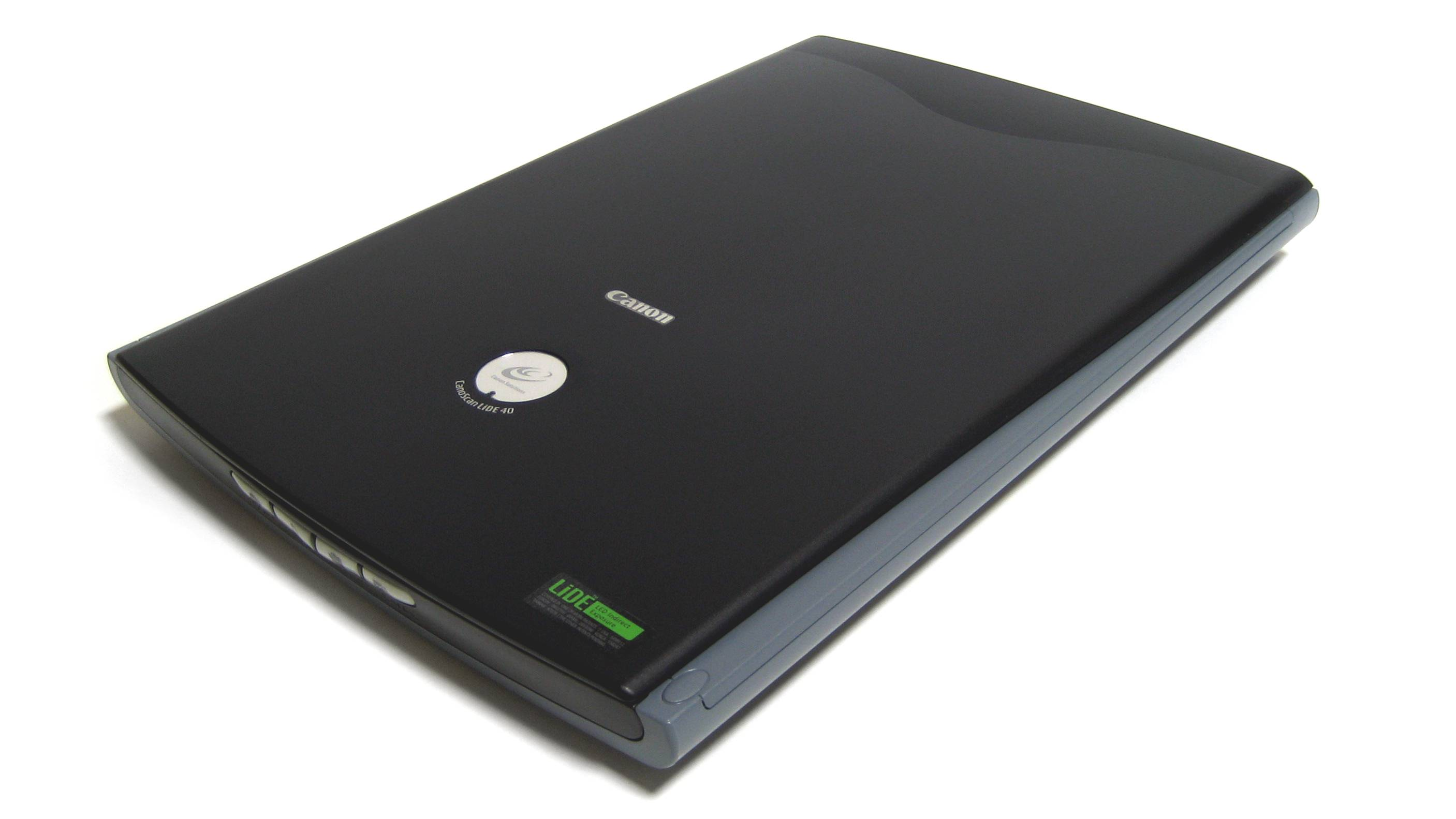
Handelsüblicher Scanner, der zum Einscannen von Notenblättern eingesetzt werden kann, um sie mit OMR-Software erkennen und in ein Notensatzprogramm einlesen zu können.

Als Ausgangsmaterial für die Noteneingabe mittels optischer Notenerkennung (englisch Optical Music Recognition, kurz OMR) muss eine fertige Partitur vorhanden sein. Diese kann analog als Druck oder digital als Grafikdatei (meist PDF, BMP oder TIFF) vorliegen. Wird diese Vorlage an das entsprechende Erkennungsmodul übergeben (idealerweise monochrom, also 1 Bit Farbtiefe), indem sie je nach Ausgangsform gescannt oder direkt eingelesen wird, so wird hieraus eine vom Notensatzprogramm lesbare Datei generiert. Jene Datei kann ähnlich der Optical Character Recognition (OCR) frei weiterbearbeitet und umformatiert werden. Man spricht hierbei von Datenextraktion; das subsymbolische Grafikformat wird in ein symbolisches Notenformat überführt. Hierbei verwendete Verfahren sind fehlerbehaftet und liefern je nach Qualität der Vorlage unterschiedlich gute Ergebnisse, die gegebenenfalls nachträglich von Hand korrigiert werden müssen.

### Eingabestift
Ähnlich wie beim manuellen Notenschreiben auf Papier werden hier mit einem speziellen Eingabestift die Noten auf den Bildschirm gezeichnet. Die Eingabe mit einem Stift ist auf Geräten möglich, die über einen Touchscreen verfügen. Technisch zu unterscheiden ist hier zwischen aktiven und passiven Stiften. Der Erkennungsprozess ähnelt dem der Optischen Notenerkennung. Die gezeichneten Elemente werden als Vektoren zwischengespeichert und anschließend mittels Techniken des Maschinellen Lernens interpretiert. Viele Applikationen verwenden für die Realisierung dieser Funktionalität die sogenannte MyScript Music SDK.

## Funktionsumfang
Zu den Grundfunktionen von Notensatzprogrammen zählen Eingabe, Bearbeitung und Druck von Noten. Bei aktuellen Programmen stehen dem Nutzer im Allgemeinen eine Vielzahl weiterer Funktionen zur Verfügung.
Für die Erstellung eines einwandfreien Notenbildes sind eine Fülle von Notensatzregeln und das Vorhandensein einer komplexen Kollisionserkennung erforderlich. Wenn das Notensatzprogramm damit nicht automatisch eine korrekte Anordnung der Symbole finden kann, muss der Nutzer dies durch manuelles Editieren aufgrund eigener Kenntnis ausgleichen. Die Aufteilung der Noten auf Seiten und Zeilen sowie die horizontale Verteilung der Notationselemente innerhalb eines Taktes kann mittlerweile von nahezu allen Programmen automatisiert berechnet werden, ebenso die Taktnummerierung.
Im Gegensatz dazu ist die vertikal richtige Positionierung von Notenköpfen, Bögen und Sonderzeichen innerhalb eines Taktes eine komplexe Aufgabe, die auch in Profiprogrammen zum Teil manuelles Editieren erfordert. Viele Grundregeln des klassischen Notensatzes muss ein Notensetzer daher auch heute kennen. Gerade wenn viele Zeichen untergebracht werden müssen, kann es zu örtlichen Überlagerungen oder Verdeckungen kommen, z. B. weil ein Bindebogen ein Dynamikzeichen oder eine Note schneidet. Auch die Ermittlung der notensatz- und stiltechnisch korrekten Neigung und Länge der Verbalkung von Achteln oder Sechzehnteln ist eine nicht triviale Aufgabe.
Meist werden alle Funktionen westlicher Musiknotation (circa 18. bis 20. Jahrhundert) unterstützt, oft auch Gitarrentabulaturen, Akkordsymbole oder seltener benötigte Sonderzeichen. An ihre Grenzen stoßen Notensatzprogramme häufig, wenn es um spezifischere Tabulaturen (z. B. für Orgel oder steirische Harmonika), sehr moderne oder sehr alte Notation (z. B. Mensuralnotation) geht. Hier muss man oft auf spezialisierte Software oder Vektorgrafikprogramme zurückgreifen.
Standardbestandteil eines Notensatzprogramms ist darüber hinaus die MIDI-Wiedergabe der Noten.
Funktionen zum Erstellen von Einzelstimmenauszügen (englisch parts) erlauben das automatische Extrahieren der Noten eines Instruments aus der Gesamtpartitur. Teils bleiben diese gar nach dem Export mit der Gesamtpartitur virtuell verknüpft, sodass Änderungen automatisch synchronisiert werden. Die traditionelle Arbeit des Kopisten wird hierdurch erheblich vereinfacht bzw. sicherlich auch teilweise verdrängt. Funktionen zur Transposition existieren sowohl für das gesamte Musikstück als auch für die Berücksichtigung transponierender Instrumente (Umschaltung zwischen klingender und transponierter Darstellung). Wie bei Textverarbeitungsprogrammen verschiedene Schriftarten existieren, so verfügen einige Notensatzprogramme auch über eine Auswahl verschiedener Notenfonts, zwischen denen ausgewählt werden kann. Diese sind im Betriebssystem als TrueType hinterlegt und können meist – mit etwas Aufwand – auch von anderen Notensatz- oder DTP-Programmen genutzt werden. Größere Musikverlage erstellen teils sogar ihre eigenen Notenfonts, was den verlegten Partituren ein charakteristisches Aussehen verleiht.
Einige wenige Programme bieten neben der Unterstützung von Notensatzfunktionalitäten auch umfassende Multimediaanbindung. Dazu zählen das Exportieren der Noten als Wave oder MP3, das Einbinden von Soundbibliotheken via VST-Schnittstelle (als Software-Sampler oder -Synthesizer), das Anbinden an Audio-Programme mittels ReWire-Standard sowie Import und Synchronisation von Videomaterial für das Komponieren von Filmmusik.

Daten-Ein- und -Ausgabe in einem Notensatzprogramm

## Dateiaustausch zwischen Notensatzprogrammen
Eine besondere Herausforderung ist der Dateiaustausch zwischen Notensatzprogrammen. Da viele kommerzielle Programme ein eigenes undokumentiertes Binärformat verwenden, war ein Austausch von Dateien lange Zeit nur indirekt über das MIDI-Dateiformat möglich. Dabei gehen alle grafischen Informationen verloren, weil auf diese Weise lediglich Tonhöhe und -dauer gespeichert werden können.
Der erste Versuch, ein Austauschformat für Noten zu etablieren, war das Notation Interchange File Format (NIFF). Obwohl bei der Entwicklung des Formats Vertreter der wichtigsten Notensatzprogramme beteiligt waren, fand das Format kaum Unterstützung. Das von Michael Good entwickelte MusicXML erlaubt mittlerweile den Austausch von Dateien zwischen einer Vielzahl verbreiteter Notensatzprogramme, wobei zum Teil Konverterprogramme oder Plug-ins von Drittanbietern benötigt werden. In der Praxis ist es allerdings noch nicht möglich, ein Notenbild präzise von einem Notensatzprogramm in ein anderes zu übertragen. Das liegt vor allem daran, dass die Implementierungen der Softwarehersteller teils unvollständig bzw. uneinheitlich sind und nicht alle für eine präzise Übertragung benötigten Funktionen unterstützt werden, aber auch an kleineren Unzulänglichkeiten in der Spezifikation des XML Schemas.